# Matale (dystrykt)
Dystrykt Matale (syng. මාතලේ දිස්ත්‍රික්කය, Mātalē distrikkaya; tamil. மாத்தளை மாவட்டம, Māttaḷai māvaṭṭam; ang. Matale District) – jeden z 25 dystryktów Sri Lanki położony w północnej części Prowincji Środkowej.  
Stolicą jest miasto Matale, zamieszkane przez 40 860 mieszkańców (2001). Administracyjnie dystrykt dzieli się na jedenaście wydzielonych sekretariatów.
Inne większe miasta to Dambulla i Galewela.

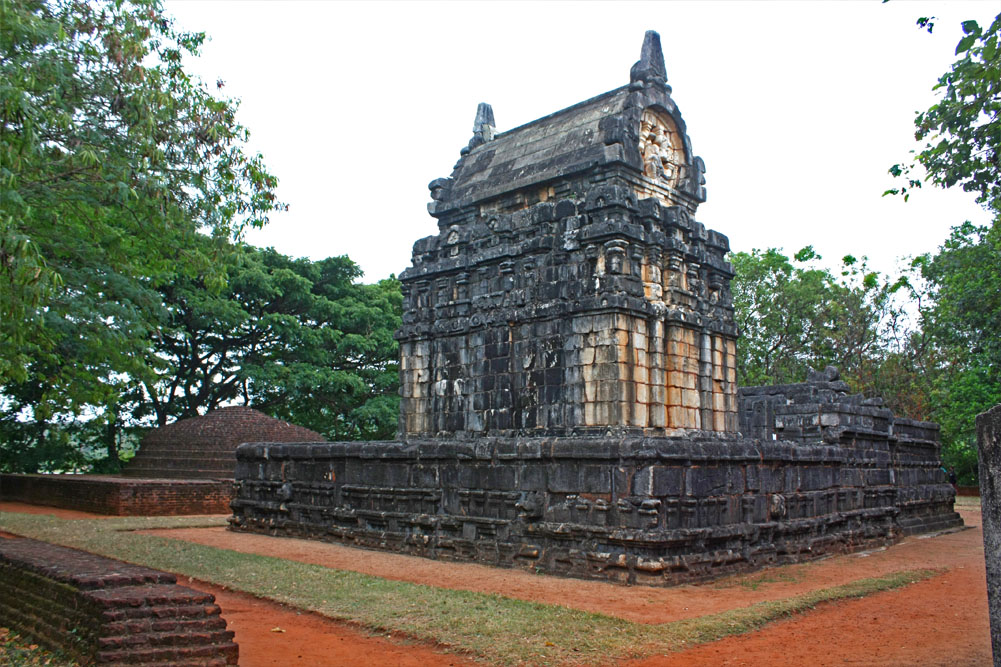
Hinduska świątynia Nalanda Gejde

. 
 

## Ludność
W 2012 roku populacja dystryktu wynosiła 484 531 osób. Większość ludności to Syngalezi 80,75%, Tamilowie 9,8%, a Maurowie lankijscy stanowią 9,24%.
Największą grupę religijną stanowią wyznawcy buddyzmu 79,48% dalej wyznawcy islamu 9,42% i hinduizmu 8,96%, a chrześcijanie stanowią 2,32%.